# Davide Martello
Davide Martello (n. 1 noiembrie 1981, Lörrach, Germania) este un pianist german de origine italiană. Este cunoscut pentru activitatea sa de muzicant ambulant care a cântat, pe un pian de construcție proprie, în zone de conflicte din diferite țări.
A cântat în Istanbul, cu ocazia protestelor din Turcia din 2013. În anul următor a concertat în Ucraina, în cadrul protestelor Euromaidan. La Paris a concertat în ianuarie 2015, în urma atentatului împotriva revistei Charlie Hebdo, apoi din nou după atentatele teroriste din noiembrie 2015. La 8 septembrie 2018 a cântat în Piața Victoriei din București, unde au avut loc protestele anticorupție din România din 2017–2018.